# Skid Row (musikalbum)
Skid Row är det amerikanska heavy metal-bandet Skid Rows debutalbum, utgivet den 24 januari 1989.
Albumet sålde platina fem gånger och nådde topp 10-platserna med singlarna "18 and Life", "I Remember You" och "Youth Gone Wild". 

## Låtlista
| Nr           | Titel                     | Kompositör                                       | Längd |
| ------------ | ------------------------- | ------------------------------------------------ | ----- |
| 1.           | Big Guns                  | Rachel Bolan, Dave Sabo, Scotti Hill, Rob Affuso | 3:36  |
| 2.           | Sweet Little Sister       | Bolan, Sabo                                      | 3:10  |
| 3.           | Can't Stand the Heartache | Bolan                                            | 3:24  |
| 4.           | Piece of Me               | Bolan                                            | 2:48  |
| 5.           | 18 and Life               | Bolan, Sabo                                      | 3:50  |
| 6.           | Rattlesnake Shake         | Bolan, Sabo                                      | 3:07  |
| 7.           | Youth Gone Wild           | Bolan, Sabo                                      | 3:18  |
| 8.           | Here I Am                 | Bolan, Sabo                                      | 3:10  |
| 9.           | Makin' a Mess             | Bolan, Sabo, Sebastian Bach                      | 3:38  |
| 10.          | I Remember You            | Bolan, Sabo                                      | 5:10  |
| 11.          | Midnight / Tornado        | Sabo, Matt Fallon                                | 4:17  |
| Total längd: | Total längd:              | Total längd:                                     | 39:28 |

## Medverkande
- Sebastian Bach – sång
- Dave Sabo – gitarr
- Scotti Hill – gitarr
- Rachel Bolan – basgitarr
- Rob Affuso – trummor